# Strom poznání dobra a zla

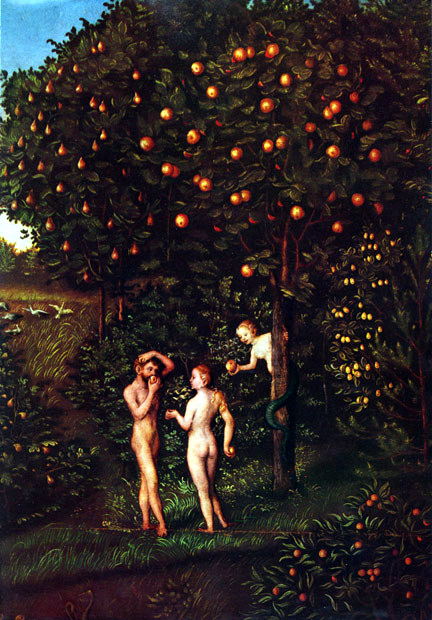
Strom poznání, Lucas Cranach st.

Strom poznání dobra a zla (hebrejsky עֵץ הַדַּעַת טוֹב וְרָע‎, ec ha-da'at tov ve-ra) je podle biblické knihy Genesis strom umístěný ve středu rajské zahrady. Adam a Eva byli za porušení zákazu jíst jeho ovoce vyhnáni z ráje. Strom je nejčastěji vyobrazován jako jabloň.

## V bibli
Bůh prvním lidem, Adamovi a Evě, zakázal jíst plody z tohoto stromu. Aby je ochránil, řekl jim, že pokud to ovoce pojedí, zemřou. Had (nachaš) však přemluvil Evu, aby ochutnala, že bude jako Bůh znát dobré i zlé. Poté, co dala ochutnat i Adamovi, uvědomili si svou nahotu, a proto se oba přikryli fíkovými listy. Když se Bůh dozvěděl, že lidé jedli zakázané ovoce, potrestal hada i lidi. Hadovi řekl: "Budeš proklet, odvržen ode všech zvířat a ode vší polní zvěře. Polezeš po břiše, po všechny dny svého života žrát budeš prach." První lidský pár potrestal Bůh vyhnáním z ráje. Ženě řekl: "Velice rozmnožím tvé strádání a tvou úzkost, v bolestech budeš rodit děti; budeš dychtit po svém muži, ale on bude nad tebou vládnout." Adamovi řekl "Protože jsi uposlechl svou ženu a jedl jsi ze stromu, o kterém jsem ti přikázal: Z toho nejez, budiž kvůli tobě prokleta země: S námahou z ní budeš jíst po všechny dny svého života. Bude ti vydávat trní a bodláčí a budeš jíst polní rostliny. V potu své tváře budeš jíst chléb, dokud se nenavrátíš do země, neboť jsi z ní vzat. Prach jsi a do prachu se navrátíš."

## V další tradici
Bible blíže nespecifikuje, o jaký strom a ovoce se mělo jednat. V rámci judaismu existuje tradice, podle níž oním zakázaným ovocem, které Eva podala Adamovi, byl etrog. Talmud však nabízí kromě etrogu i jiné možnosti, a sice od plodu révy, z něhož lze snadno vyrobit opojný nápoj, přes plod fíkovníku, který je považován za symbol fyzické rozkoše, až po zrno pšenice, z něhož lze díky poznání upéct nebo uvařit nejrůznější moučné pokrmy. Podle Maharala má požití zakázaného ovoce symbolizovat skutečnost, že se člověk oddělil od svého Stvořitele jako plod, který odpadl od stromu, čímž si vydobyl svobodu, která nespočívá ani tak ve svobodě volby mezi dobrem a zlem, jako spíše v možnosti jejich vytváření. Tím byla v člověku probuzena kreativita a vynalézavost, jež byla do té doby pouze Boží doménou. Judaismus nepovažuje onen prvotní hřích za dědičný v tom smyslu, že by za něj měli být Adamovi potomci trestání nebo že by za něj měl někdo z nich přinést výkupní oběť.
V křesťanství je naproti tomu prvotní hřích jezení zakázaného ovoce považováno za dědičný hřích, který z člověka může sejmout jen oběť Ježíše Krista. V křesťanství se také objevuje jablko coby symbol ovoce ze Stromu poznání, zvláště v díle umělců, kteří na svých obrazech začali ztvárňovat hřích Adama a Evy – proslulé jsou ty, které namaloval Lucas Cranach starší. Na jablko odkazuje označení krčního ohryzku, jenž je patrný zvláště na mužském těle, jako na viditelnou připomínku pojedení zakázaného jablka. Připomínána byla také stejná písemná podoba latinských slov malus „jablko“ a malum – „zlo“ .

## Sexuologicky
Dřívější dospívání dívek evolučně zajišťuje výběr zkušenějšího druha schopného zabezpečit je i děti. Pro stejně staré chlapce, kteří s nimi zažívali dětské lásky, je to nemilé. Mohou se cítit odvržení. Zvláště ti přemýšliví, kteří trávili příliš času studiem a nemají takový úspěch u opačného pohlaví, avšak jsou schopni psát budoucno – dokonce v náboženství. Dívky jsou chtíčem skutečně nuceny připustit hada, který přesvědčil Evu v Ráji k požití "ovoce" ze "stromu poznání dobra a zla".
Když dala Eva ochutnat i Adamovi, byli vyhnáni z ráje. V této věci Bůh Otec za patriarchálního uspořádání společnosti v době starověku pasoval na každého otce poskytujícího dětem ráj dočasné bezstarostnosti.